# لي بوكانان
لي بوكانان (بالإنجليزية: Lee Buchanan)‏ هو لاعب كرة قدم بريطاني في مركز الدفاع، ولد في 7 مارس 2001 في إنجلترا في المملكة المتحدة. لعب مع ديربي كاونتي.